# 2010年亚洲残疾人运动会轮椅网球比赛
2010年亚洲残疾人运动会轮椅网球比赛于12月13日—12月18日在天河网球学校进行。

## 獎牌統計
| 排名 | 国家／地区      | 金牌 | 银牌 | 铜牌 | 總數 |
| ---- | --------------- | ---- | ---- | ---- | ---- |
| 1    | 日本（JPN）     | 2    | 2    | 0    | 4    |
| 2    | 泰国（THA）     | 2    | 0    | 1    | 3    |
| 3    | 中国（CHN）     | 0    | 1    | 1    | 2    |
| 3    | 韩国（KOR）     | 0    | 1    | 1    | 2    |
| 5    | 中华台北（TPE） | 0    | 0    | 1    | 1    |
| 總計 | 總計            | 4    | 4    | 4    | 12   |

## 各項成績

### 男子
| 項目 | 金牌                              | 银牌                          | 铜牌                                |
| 单打 | 国枝慎吾（日本）                  | 斋田悟司（日本）              | 吴尚浩（韩国）                      |
| 双打 | 日本（JPN） · 国枝慎吾 · 斋田悟司 | 韩国（KOR） · 李河吉 · 吴尚浩 | 泰国（THA） · 顺伦·哥迈 · 素提·空罗 |

### 女子
| 項目 | 金牌                                          | 银牌                                | 铜牌                              |
| 单打 | 沙空·坎他西（泰国）                           | 董福利（中国）                      | 黄金链（中国）                    |
| 双打 | 泰国（THA） · 叻他那·德差玛尼瓦 · 沙空·坎他西 | 日本（JPN） · 冈部裕子 · 堂森佳南子 | 中华台北（TPE） · 吕嘉仪 · 吴宜珊 |